# Рудольф Свобода (молодший)
Рудольф Леопольд Свобода молодший (нім. Rudolf Swoboda der Jüngere; 4 жовтня 1859, Відень — 24 січня 1914, Відень) — австрійський художник XIX століття, працював у жанрі орієнталізм. Син художника та літографа Едварда Свободи та Жозефіни Мюллер, сестри провідного віденського художника Леопольда Карла Мюллера, який спеціалізувався на східних темах. Брат придворної портретистки королеви Вікторії, Йозефіни Свободи.

## Біографія
Перші свої уроки Рудольф Свобода брав у Ерменеджільдо Антоніо Донадіні, а з жовтня 1878 року по літо 1884 навчався у свого дядька Леопольда Карла Мюллера, від якого перейняв інтерес до східного мистецтва, і в січні 1879 року разом з ним здійснив подорож в Каїр, Єгипет. Є думка, що Свобода згодом шість разів відвідував цю країну в період з 1880 року по 1891 рік. Повернувшись наприкінці лютого 1879 року з єгипетської поїздки Рудольф відслужив рік на військовій службі, перш ніж повернутися на навчання до дядька.
У 1885 році пішов за дядьком до Лондона, де був представлений королеві Вікторії впливовим австрійським художником Генріхом фон Ангелі. Для підготовки Колоніальної та Індійської виставки з різних країн до Лондона були надіслані представники різних народів, у тому числі 34 індійських ремісників (ткачів, гончарів, ковалів з міді та скульпторів). В 1886 королева Вікторія замовила Свободі портрети п'яти індійців і ще трьох інших людей: кіпріотського ткача, малайського кравця, здобувача алмазів з Мису Доброї Надії. Вікторії полотна сподобалися настільки, що вона сплатила поїздку Свободи до Індії, щоб останній зафіксував на своїх картинах ще більше представників різних національностей та народів Індійського субконтиненту.
Прибувши в жовтні 1886 року в Бомбей, Рудольф Свобода відвідав цього ж року Агру, Равалпінді, Пешавар, а літо 1887 року провів у Пенджабі з Локвудом Кіплінгом, голавою Mayo School of Art у Лахорі. У листопаді 1887 р. Свобода написав листа секретареві королеви про намір залишитися в Індії довше. Підсумком поїздки, що закінчилася в 1888 і зачепила також Афганістан і Кашмір, стала група з сорока трьох невеликих, не більше восьми дюймів у висоту картин, на яких Свобода відобразив безліч корінних жителів Індії, а також ряд представників британської адміністрації цієї країни.
Під час свого перебування в Пенджабі з Локвудом Кіплінгом Рудольф Свобода часто проводив і з його молодим сином Редьярдом Кіплінгом. Поширена думка, що саме про Свободу йдеться у листі Редьярда Кіплінга до свого друга взимку 1889 року, де написано про двох австрійських художників, серед інших карикатурних описів, названих «австрійськими маніяками».
Після повернення до Індії Свобода намалював два портрети Абдула Каріма, улюбленого слуги королеви Вікторії, у 1888 та 1889 роках відповідно, а також портрет її кухаря Гхулама Мустафи. Більшість його індійських полотен зберігається в Осборн-хаусі, резиденції королеви Вікторії, куди були перевезені в 1894 році.
Найбільш значущою роботою Рудольфа Свободи вважається картина «A Peep at the Train», що виставлялася в 1892 році в Королівській академії мистецтв.

## Твори

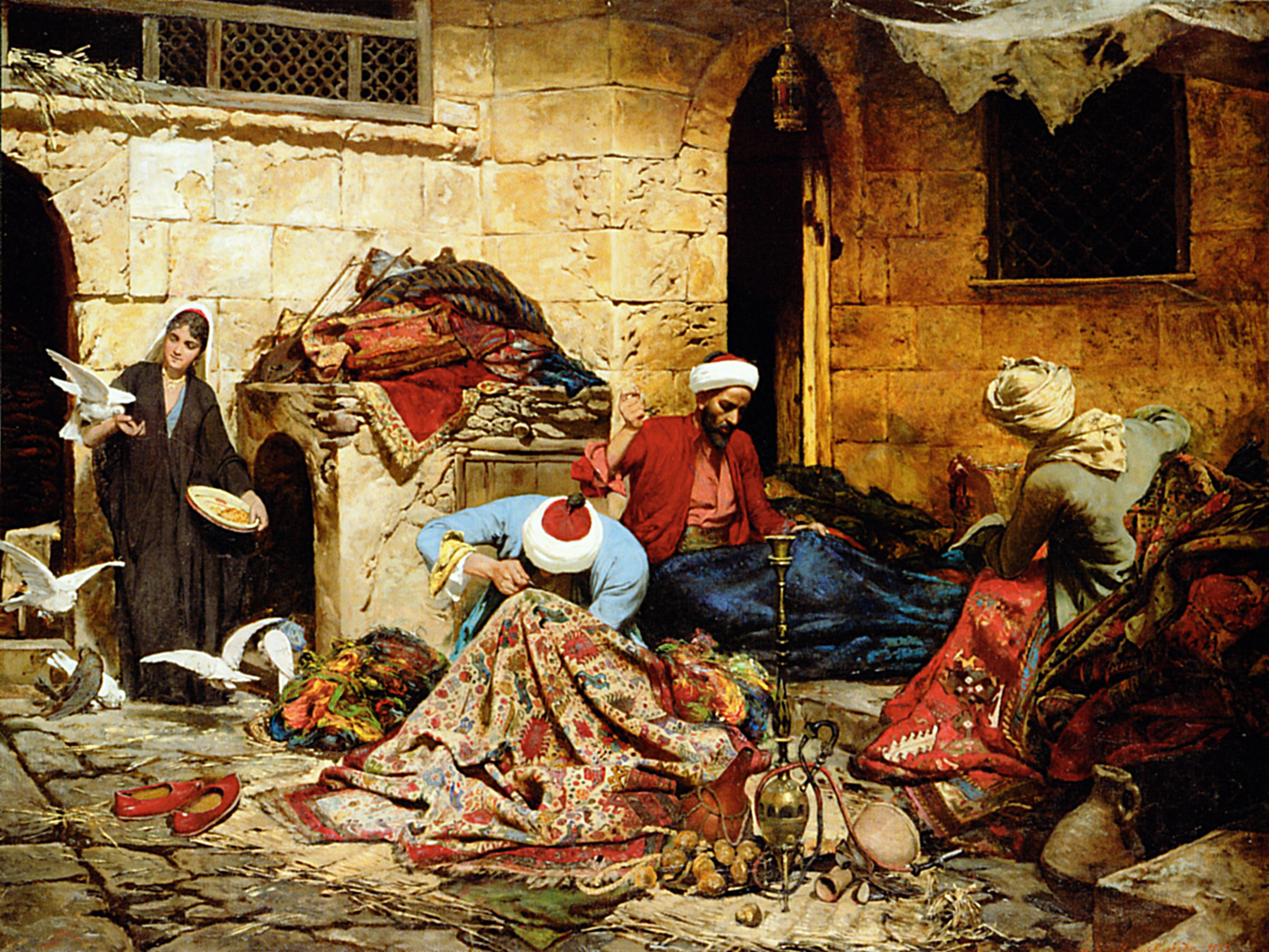
Ремонтувальники килимів
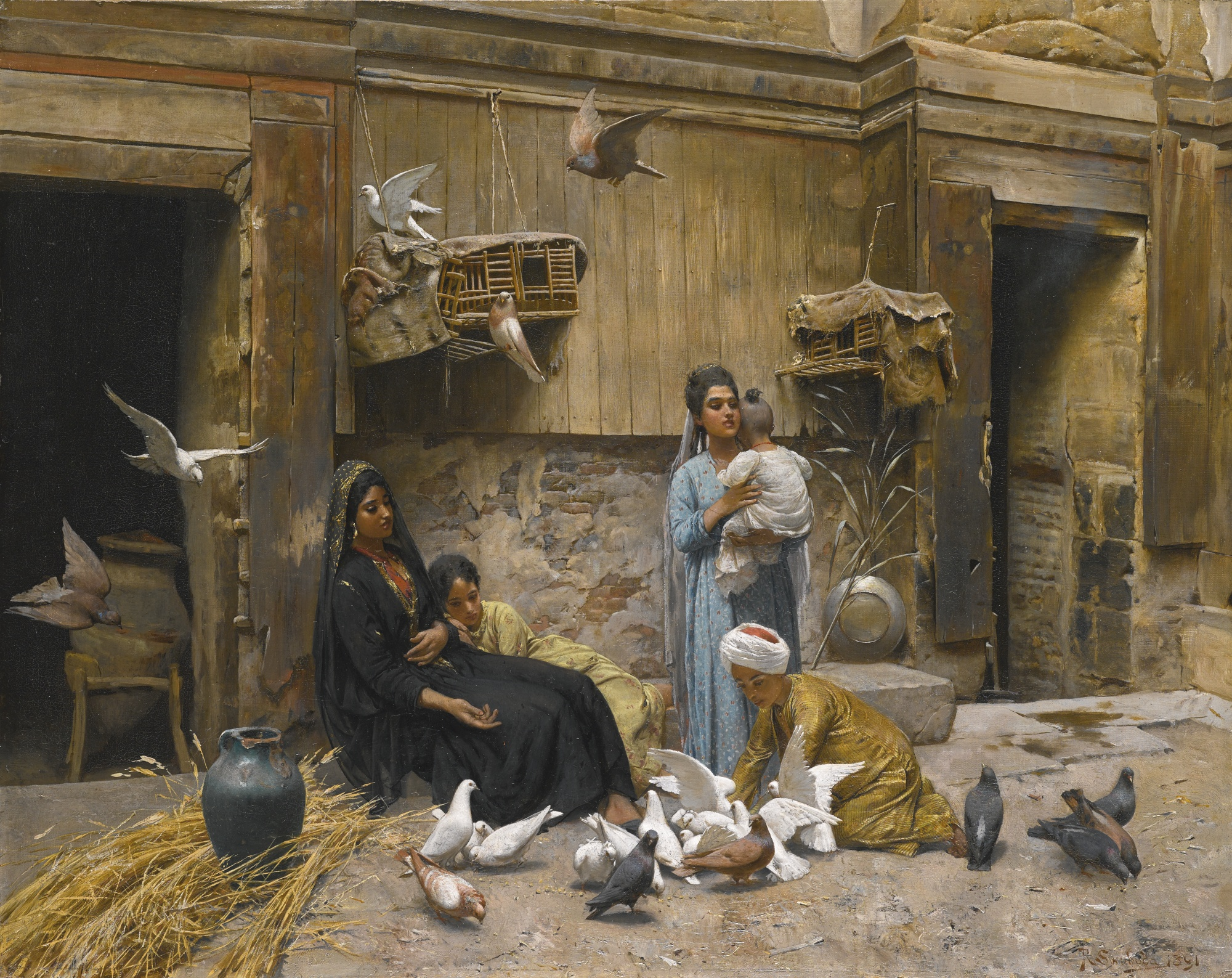